# Hr.Ms. Nobo
Hr.Ms. Nobo – holenderski torpedowiec z lat 90. XIX wieku, jedna z trzech jednostek typu Lamongan. Okręt został zwodowany w 22 kwietnia 1891 roku w stoczni Rijkswerf w Amsterdamie, a w skład Koninklijke Marine wszedł w 1891 roku. Jednostka została skreślona z listy floty w 1912 roku i złomowana w roku 1918.

## Projekt i budowa
Okręty typu Lamongan były torpedowcami I klasy .
Hr.Ms. „Nobo” zbudowany został w stoczni Rijkswerf w Amsterdamie . Wodowanie okrętu odbyło się w 22 kwietnia 1891 roku.

## Dane taktyczno-techniczne
Okręt był torpedowcem o długości całkowitej 32,92 metra, szerokości 4,04 metra i zanurzeniu 1,58 metra . Wyporność normalna wynosiła 59 ton . Jednostka napędzana była przez maszynę parową mocy 780 KM, do której parę dostarczał jeden kocioł lokomotywowy . Prędkość maksymalna napędzanego jedną śrubą okrętu wynosiła 20,4 węzła. Okręt zabierał zapas 10 ton węgla, co zapewniało zasięg wynoszący 1000 Mm przy prędkości 10 węzłów . 
Na uzbrojenie artyleryjskie okrętu składały się dwa pojedyncze działa Hotchkiss kalibru 37 mm L/20 . Broń torpedową stanowiły dwie dziobowe wyrzutnie kal. 450 mm .
Załoga okrętu składała się z 15 oficerów, podoficerów i marynarzy .

## Służba
Hr. Ms. „Nobo” został wcielony do Koninklijke Marine w 1891 roku . Jednostkę wycofano ze składu floty w 1912 roku i złomowano w roku 1918 .